# حسين بن عبد الله العمري
حسين عبد الله العَمْرِي (و. 1944- ) هو سياسي وأكاديمي ودبلوماسي وكاتب يمني. شغل العديد من المناصب الوزارية والدبلوماسية، منها وزير للخارجية ووزير للتربية والتعليم وسفير اليمن لدى المملكة المتحدة من 1995 وحتى 2001.

## الحياة المبكّرة والتعليم
وُلد حسين العَمْرِي في مدينة صنعاء، اليمن ونشأ ودرس فيها الابتدائية والاعدادية، ثم غادر إلى القاهرة لدراسة الثانوية. بعدها توجه إلى سوريا للدراسة وتخرَّج عام 1973 من جامعة دمشق بإجازة في التاريخ من كلية الآداب، ونال في العام 1979 درجة الماجستير في التاريخ الحديث والمعاصر من جامعة كامبريدج، ثم الدكتوراه في العام 1982 من جامعة دورهام البريطانية.

## المسيرة المهنيّة
بدأ العمري مسيرتهُ المهنيّة منتصف الستينيات من القرن الماضي، حينما تقلَّد عددًا من المناصب الإدارية في اليمن، ثم تعين لاحقًا سفيرًا ثمّ نائبًا فوزيرًا. حسين العمري عالمٌ ومؤرّخٌ سياسي من بيت علم معروف، واستاذ للتاريخ الحديث والمعاصر في جامعة صنعاء، وله مشاركات عديدة في الندوات والمؤتمرات الأكاديمية والعلمية، وله العديد من الكتب والأبحاث والدراسات والتحقيقات. وفيما يلي نستعرض لأهم الوظائف والمناصب التي تولاها حتى اليوم:

### الوظائف والمناصب الحالية
- أستاذ التاريخ الحديث والمعاصر جامعة صنعاء اليمن منذ العام 1995
- عضو مجلس الشورى - رئيس لجنة التربية والتعليم العالي بالمجلس منذ 2001
- رئيس تحرير مجلة الثوابت الصادرة عن المؤتمر الشعبي العام 2001
- عضو المجلس الأعلى للجامعات اليمنية برئاسة الوزراء 2001
- مدير مركز الدراسات بقسم الآثار بجامعة صنعاء 2008
- عضو المجلس الأعلى لتخطيط التعليم برئاسة الوزراء 2003
- عضو المجلس الأعلى لتوزيع جائزة المرحوم هائل سعيد أنعم.

### الوظائف والمناصب السابقة
- التحق بوزارة الخارجية اليمنية في سن مبكر، حيث عمل في ديوان عام وزارة الخارجية خلال الفترة 1964-1969، ثم عمل في السلك الدبلوماسي والقنصلي في عدة بلدان من بينها (مصر، الاتحاد السوفيتي، لبنان، وسوريا)، ومثل اليمن في عدة محافل واجتماعات إقليمية ودولية خلال الفترة 196-1974.
- في العام 1974 رُقي إلى درجة سفير بوزارة الخارجية.
- مطلع أبريل عام 1975، عُين وكيلاً لوزارة الخارجية، ثم تفرغ في العام 1977 للدراسات العليا في بريطانيا.
- بعد نيله درجة الماجستير في التاريخ الحديث والمعاصر من جامعة كامبردج في العام 1979، عُين في 22 مارس 1979 وزيراً للخارجية، وفي نهاية العام تفرغ ثانية للدراسات العليا لنيل درجة الدكتوراه.
- منصف عام 1983م، عُين وزيراً للحكومة ومديراً لمكتب رئاسة مجلس الوزراء.
- خلال الفترة 1984-1988، شغل منصبي وزير التربية والتعليم ووزير الزراعة.
- في أغسطس 1988عُين عضواً في مجلس الشورى (1988-1990)ورئيساً للجنة التربية والتعليم فيه المجلس.
- بعد إعلان الوحدة اليمنية وقيام الجمهورية اليمنية في 22 مايو 1990م، أصبح عضوًا في مجلس النواب الجديد رئيساً للجنة الثقافة والإعلام بالمجلس، والذي أنشئ من خلال دمج المجلسين النيابيين في شطرين اليمن السابقين استنادًا لاتفاقية الوحدة.
- في 2 سبتمبر 1992، صدر قرار جمهوري بتعيينه مستشاراً لمجلس الرئاسة بدرجة نائب رئيس وزراء إلى جانب عضويته في مجلس النواب.
- في فبراير عام 1995 عُين سفيراً لليمن لدى المملكة المتحدة سفير غير مقيم في النرويج، واستمر في المنصب حتى يوليو عام 2001.
- في العام 2003 عُين عضوًا في المجلس التنفيذي لمنظمة اليونسكو في باريس.

### الأنشطة العلمية والثقافية
- عضـو مجلـس أمناء مركز الدراسات والبحوث اليمني وعضوية هيئة تحرير مجلة دراسات يمنية، مـركز الدراسات والبحوث اليمني مند العام 1975.
- عضو مشارك منذ عام 1977 في ندوة الدرسات العربية في بريطانيا.
- عضو هيئة اتحاد المؤرخين العرب وأحد مستشاري مجلة (المؤرخ العربي). اتحاد المؤرخين العرب بغداد
- عضو مجلس أمناء مدينة صنعاء التاريخية. مجلس أمناء مدينة صنعاء التاريخية منذ 1985م
- عضو مجلس أمناء مؤسسة العفيف الثقافية وأحد مستشاري هيئة تحرير الموسوعة اليمنية، التي تصدر عنها.
- عضو شرف مجلس أمناء مركز الشرق الأوسط والدراسات الإسلامية التابع لجامعة درم البريطانية . جامعة درم المملكة المحتدة
- عضو هيئة تحرير مجلة الثوابت الفصلية الصادرة عن المؤتمر الشعبي العام خلال الفترة 1993-2001م
- عضو في العديد من جمعيات الصداقة اليمنية/ الأجنبية، وبعض الجمعيات العلمية والأدبية والخيرية ذات الطابع المحلي.
- رئيس لجنة الحفاظ على مدينة صنعاء اليمن منذ 2002.
- رئيس اللجنة التحضيرية لندوة التاريخ اليمني بين التدوين والتوثيق، جامعة صنعاء عام 2004م
- رئيس اللجنة العلمية للمؤتمر صنعاء الحضارة وتاريخ المنعقد بجامعة صنعاء عام 2004م
- عضو شرف ومستشار منتدى الرقُي والتقدم 2007م.
- رئيس اللجنة العلمية لمؤتمر صنعاء الحضارة والتاريخ المنعقد بعدن عام 2007م

### المشاركات السياسية والجماهيرية
من مؤسسي حزب المؤتمر الشعبي العام في العام 1982 وعضو اللجنة الدائمة للحزب منذ 1985، ثم عضو اللجنة العامة للحزب ورئيس دائرة الفكر والثقافة خلال الفترة 1988-1995م.

## من مؤلفاته
ألَّف حسين العمري كتابًا بعنوان «تاريخ اليمن الحديث والمعاصر: من المتوكل إسماعيل إلى المتوكل يحيى حميد الدين» وهو كتابٌ ينطـوي على مـقالات ومحـاضرات وأطروحــاتٍ متنـوعة – جُمعت كما يقول الكاتب من أجل الباحثين والقُراء الأجانب المهتمين بالتاريخ السياسي والثقافي لليمن – تتعامل مع تاريخ اليمن الحديث والمعاصر، الذي يمتد بين القرنين الثامن عشر والعشرين، وتكشف نص فتوى للعالِم المقبلي بشأن الوضع الشرعي للباطنية والإسماعيلية من بين سكان حمدان، التي لم يسبق لها أن نشرت، ووثيقةٍ تتضمن مراسلات الإمام يحيى حميد الدين مع قبائل شرقي وجنوبي اليمن من أجل تحرير عدن من القوّات البريطانية. وهو يبين ما ورد، أولاً، في الوثيقة الوطنية المقدسة، التي تمثل التوجه النظري والدستور المؤقت للحركة الوطنية والقوى المعارضة للإمام يحيى، وثانياً، الوثيقة القومية لعام 1982، التي تمثلت بدايتها وظروفها بثورة عام 1962 في الشمال والاستقلال في الجنوب عام 1967، بينما كان يمر اليمن بفتراتٍ قاسيةٍ من النضال، وعدم الاستقرار، وظهور التطرف، والآراء المختلفة لليمين الإسلامي، واليسار اللينيني الماركسي. ثم يُقدِّم نبذةً تاريخيةً؛ فيذكِّر بعلاقات اليمن مع أوربة ومملكة هولندة، ويتحدث بإيجازٍ عن حياة آخر إمامٍ، محمد البدر، الذي حكم اليمن بعد انسحاب الأتراك عام 1636. وفي الختام، يناقش الكتاب بالتفصيل دور وسائل الإعلام اليمنية/العربية في آسية خلال القرن العشرين، والدور اليمني (الحضرمي) في شرق آسية وإندونسية وماليزية وسنغافورة، ثم يتحدث عن تماثل اليمن مع فيينا من ناحيتي الجمال والحصار العثماني لكليهما.
نشر المؤلِّف اليمني كتابًا آخر بعنوان «من تاريخ اليمن الحديث والمعاصر: حوليات المؤرخ جحاف ... السنوات الأولى من سيرة المهدي عبد الله» عن دار الفكر المعاصر وفيه تناول الكاتب سيرة المهدي عبد الله بن المتوكل أحمد، وحكمه منذ اليوم الأول وسار بها يوماً فيوماً، وشهراً بعد شهر على مدى عامين تقريباً، فزخرت هذه السيرة بالمعلومات والأخبار التاريخية والاقتصادية والاجتماعية، وقد ساقها المؤلف موثقة، صادقة عن الحياة في اليمن خلال سنوات 1231-1233هـ، وهو لبنة في صرح تاريخ اليمن. عنوان كتابه الثالث كان «مئة عام من تاريخ اليمن الحديث» عن دار الفكر المعاصر أيضًا وفيه تناول الكتاب مئة عام من تاريخ اليمن الحديث (1748-1848)، حيث يبتدئ بتسنم المهدي عباس سدة الحكم والتأريخ له ولليمن في عصره، ولليمن والعالم العربي، وكيفية تخلصه من مزاحمة السياسيين الطامحين في الإمامة، ومن غارات القبائل المتعصبة، ويصف بلاطه وحاشيته ووزراءه، وتورطه في أموال الأوقاف والغيول العامة. >ويتحدث عن بيت الإمام المهدي وتولي ابنه المنصور الحكم، وتعيينه القضاة والقادة والأمراء والوزراء، وعقابه للأمير عنبر، ويصف القصور والأعراس، ونظام القضاء والإدارة والمال. ويبحث في الاضطرابات الداخلية والأحداث الخارجية، وحروب القبائل مع أئمة صنعاء، وبداية المتاعب، ومعركة أم سرجين، وتجهيز جيش للقضاء على الطامعين، ومواجهة الشريف حمود والخطر الوهابي. ويتحدث عن انتزاع المتوكل أحمد بن المنصور علي الحكم من أبيه، وسيطرته على أزمة الأمور، وحملته على كوكبان، وأسر آل شرف الدين، وهدم القبور والحملة على تهامة، وتسارع الأحداث بعد وفاته. ويبحث في حكم المهدي عبد الله، واستعادة صنعاء السيطرة على تهامة، والأحداث المتتابعة حتى وفاة المهدي ويعرض لصراع الأئمة وقدوم الأتراك العثمانيين إلى اليمن، والاضطرابات القبلية، والتنافس المصري البريطاني على اليمن، والاستيلاء على عدن. ويذيل الكتاب بوثائق هامة وفهارس مفيدة بحسبه.
نشر الكاتب اليمني عام 2009 كتابًا جديدًا عنوانه «اليمن والغرب 1571-1962»، وفيه تناول علاقات اليمن بالغرب منذ القرن 16 حتى قيام ثورة سبتمبر 1962، برؤية أوربية وبموضوعية، ليزود المهتمين بشؤون الجزيرة العربية بخلفية تاريخية للأوضاع السياسية المعاصرة في اليمن، بمعلومات تحلل علاقات اليمن بالغرب. يبتدئ الكتاب بتمهيد تاريخي يرجع إلى ما قبل الإسلام حتى بداية القرن (16)، ثم يعرض للاهتمامات المبكرة للأوربيين باليمن، والتحول الأوربي من التجارة إلى السياسة، وقيامهم برحلات بحرية إلى اليمن يتجلى فيها الصراع بين الشرق والغرب، والتنافس الاستعماري بين أمريكة وبريطانية وفرنسة، حول اليمن، وظهور الخطر الوهابي. يتحدث الكتاب عن القوات التركية في اليمن ومشكلة الحدود، ولجنة الحدود الإنكليزية التركية، وقيام الحرب العالمية الأولى، والعلاقات البريطانية بالإمام يحيى واليمن، بين الحربين العالميتين، وتحسينها، وبعثتي جاكوب وكلينتون، وحوادث الحدود، ومعاصرة صنعاء، وظهور الخطر الإيطالي، ومشروع الخط الحديدي وفرنسة، والأمريكيتين والألمان والهولنديين واليابنيين في اليمن، وقيام الحرب العالمية الثانية. يبحث الكتاب في مقتل الإمام يحيى، وترحيل يهود اليمن إلى فلسطين، ومحادثات لندن 1950، وبداية النهاية، والتمثيل الدبلوماسي 1951، والخطط الأولى لاتحاد عدن الفدرالي، وأساس مشكلة الحدود، وخطط هيكبوتام الاتحادية 1955-1997، والروس في اليمن 923-1957، والقوات المسلحة اليمنية، وتزودها بالأسلحة الروسية عام 1956م.
نشر حسين عبد الله العمري أيضًا كتاب «العلامة والمجتهد الطلق الحسن بن أحمد الجلال» والذي تحدث فيه عن حياة العلامة الحسن بن أحمد الجلال وآثاره وفي دراسة ونصوص محققة وفيه ترجمة بقلم معاصره المؤرخ اليمني الكبير يحيى بن الحسين بن القاسم من كتابه بهجة الزمن في تاريخ حوادث اليمن، وأعقبه بكتاب «الأمراء العبيد والمماليك في اليمن» الذي بيّن فيه تاريخ الأمراء العبيد والمماليك في اليمن عبر القرون، ويبين حالهم قبل الإسلام ووبعده، بما في ذلك تجارة العبيد ومراكز النخاسة ، مع وثيقة تاريخية مهمة هي إعلان اليمن عام 1943م، منع الرق والاتجار بالرق.

## قائمة أعماله
هذه قائمةٌ بأبرز أعمال الكاتب اليمني حسين عبد الله العمري:
- تاريخ اليمن الحديث والمعاصر
- مئة عام من تاريخ اليمن الحديث
- العلامة والمجتهد المطلق الحسن بن أحمد الجلال;حياته وآثاره
- يمانيات في التاريخ والثقافة والسياسة
- حوليات العلامة الجرافي